# Airuk (ö i Marshallöarna, Ailinglapalap)
Airuk är en ö i Marshallöarna.   Den ligger i kommunen Ailinglapalap, i den västra delen av Marshallöarna, 280 km väster om huvudstaden Majuro.